# Beathoven (norwegische Band)
Beathoven ist eine norwegische Band. Die Band setzt sich aus William Fredriksen, Johannes Andres Knudsen und Jonas Andersen zusammen.

## Geschichte
Beathoven hatte bereits mehrere Lieder veröffentlicht, bevor sich das Trio im Jahr 2022 mit der Single Stay keeg erstmals auf dem ersten Platz der norwegischen Musikcharts platzieren konnte. Das Lied entstand in Zusammenarbeit mit Henrik Oven, der unter dem Künstlernamen Henrik von Grogg über die Videoplattform TikTok erste Bekanntheit erlangt hatte. Beathovens Musik wurde insbesondere zu Beginn der Russemusikk zugeschrieben, also der Musik, die bei Russfeiern von norwegischen Schülern beliebt ist. Mit dem Duo Capow x 2G nahm Beathoven das Lied Sør-Afrika auf, das wie Stay keeg den ersten Platz der norwegischen Charts erreichte. Beim Musikpreis P3 Gull wurde Beathoven im Jahr 2022 in der Newcomer-Kategorie nominiert. Beim Spellemannprisen 2022 erhielt die Band die Auszeichnung in der Partymusik-Kategorie. Für Sør-Afrika erhielt Beathoven zudem eine Nominierung in der Kategorie „Lied des Jahres“. Die Single Primadonna musste die Gruppe nach der Veröffentlichung abändern, da sie Ähnlichkeiten zum gleichnamigen Lied der Sängerin Marina hatte.
Das Trio trat in der Öffentlichkeit zunächst nur mit Masken auf. Als Inspiration dafür gaben sie das ebenfalls maskiert auftretende norwegische Trio Ballinciaga an. Mit Johannes Andres Knudsen startete im März 2023 ein Beathoven-Mitglied unter dem Künstlernamen Blackie unmaskiert ein Soloprojekt. Im Mai 2024 gab die Band mit Sorgenfri ihr Debütalbum heraus. Ende November 2024 zeigten sich erstmals alle drei Mitglieder bei einem Auftritt in der Öffentlichkeit unmaskiert. Sie begründeten ihr Vorgehen damit, dass sie zunächst mit Liedern wie Stay Keeg Musik gemacht hätten, hinter der sie selbst nicht vollständig gestanden seien.

## Stil und Rezeption
In einer Kritik des Debütalbums hieß es im Mai 2024, dass die Band zwar beim Spellemannprisen 2022 in der Kategorie für Partymusik gewonnen habe, man sie aber nur schwierig ausschließlich in diesem Genre platzieren könne. Aber auch die Genres EDM oder Hip-Hop träfen nicht vollständig zu. In einer Rezension des Debütalbums in der Verdens Gang wurde Beathoven stilistisch zwischen den beiden Bands Ballinciaga und Undergrunn platziert. In Bezug auf die Entwicklung der Band hieß es, dass die Band eine Entwicklung von „Hits für Personen, die sich nicht für Musik interessieren“ hin zu substanziellerer Musik durchlaufen habe.

## Auszeichnungen
Spellemannprisen
- 2022: „Partymusik“
- 2022: Nominierung in der Kategorie „Lied des Jahres“ (mit Capow x 2G, für Sør-Afrika)

P3 Gull
- 2022: Nominierung in der Kategorie „Durchbruch des Jahres“[4]
- 2024: Nominierung in der Kategorie „Lied des Jahres“ (mit Randi Oline, für Er dette til å overleve?)
- 2024: Nominierung in der Kategorie „Künstler des Jahres“[11]

## Diskografie

### Alben
| Jahr | Titel     | Höchstplatzierung, Gesamtwochen, AuszeichnungChartplatzierungen (Jahr, Titel, Platzierungen, Wochen, Auszeichnungen, Anmerkungen) | Höchstplatzierung, Gesamtwochen, AuszeichnungChartplatzierungen (Jahr, Titel, Platzierungen, Wochen, Auszeichnungen, Anmerkungen) | Anmerkungen                          |
| Jahr | Titel     | NO | SE | Anmerkungen                          |
| ---- | --------- | --- | --- | ------------------------------------ |
| 2024 | Sorgenfri | NO6 (12 Wo.)NO | — | Erstveröffentlichung: 26. April 2024 |

### Singles
| Jahr | Titel Album                                     | Höchstplatzierung, Gesamtwochen, AuszeichnungChartplatzierungen (Jahr, Titel, Album, Platzierungen, Wochen, Auszeichnungen, Anmerkungen) | Höchstplatzierung, Gesamtwochen, AuszeichnungChartplatzierungen (Jahr, Titel, Album, Platzierungen, Wochen, Auszeichnungen, Anmerkungen) | Anmerkungen                                                          |
| Jahr | Titel Album                                     | NO | SE | Anmerkungen                                                          |
| --- | ----------------------------------------------- | --- | --- | -------------------------------------------------------------------- |
| 2022 | Stay keeg –                                     | NO1 ×2Doppelplatin · (18 Wo.)NO | — | Erstveröffentlichung: 27. April 2022 mit Henrik von Grogg            |
| 2022 | Sør-Afrika –                                    | NO1 ×3Dreifachplatin · (25 Wo.)NO | — | Erstveröffentlichung: 8. Juni 2022 mit Capow x 2G                    |
| 2022 | Primadonna –                                    | NO2 Platin · (10 Wo.)NO | SE39 (3 Wo.)SE | Erstveröffentlichung: 23. September 2022                             |
| 2023 | Tyrthoven –                                     | NO31 (2 Wo.)NO | — | Erstveröffentlichung: 23. Februar 2023 mit Tyr                       |
| 2023 | Sipper –                                        | NO17 Gold · (4 Wo.)NO | — | Erstveröffentlichung: 29. März 2019 mit Dutty Dior                   |
| 2023 | Love </3 –                                      | NO2 (15 Wo.)NO | — | Erstveröffentlichung: 2. Juni 2023 mit Tix                           |
| 2023 | Fakk You –                                      | NO26 (1 Wo.)NO | — | Erstveröffentlichung: 14. Juli 2023 mit Isah                         |
| 2023 | Er dette til å overleve Sorgenfri               | NO17 Gold · (5 Wo.)NO | — | Erstveröffentlichung: 13. Oktober 2023 mit Randi Oline               |
| 2024 | Når du slår ut håret blir jeg slått ut –        | NO1 (13 Wo.)NO | — | Erstveröffentlichung: 12. Januar 2024 mit Broiler                    |
| 2024 | Jeg får være som jeg er Hver gang vi møtes 2024 | NO20 (3 Wo.)NO | — | Erstveröffentlichung: 26. Januar 2024 mit Matoma Original: Ole Ivars |
| 2024 | Champagne Showers Sorgenfri                     | NO34 (1 Wo.)NO | — | Erstveröffentlichung: 15. März 2024                                  |
| Folgende Lieder erschienen nicht als Single, wurden aber durch das Album zum Download und Streaming bereitgestellt und konnten somit eine Platzierung erlangen: |                                                 | | |                                                                      |
| |                                                 | | |                                                                      |
| 2024 | Vin Sorgenfri                                   | NO24 Gold · (10 Wo.)NO | — |                                                                      |